# Deleau (Manitoba)
Pour les articles homonymes, voir Deleau.
Deleau est une communauté non incorporée du Manitoba située dans l'Ouest de la province et faisant partie de la municipalité rurale de Sifton.

## Référence
- Profil de la municipalité de Woodworth - Statistiques Canada
- (en) Profil de la communauté